# Список эпизодов телесериала «Моя жена меня приворожила»
| Сезон | Сезон | Эпизоды | Годы      |
| ----- | ----- | ------- | --------- |
|       | 1     | 36      | 1964-1965 |
|       | 2     | 38      | 1965-1966 |
|       | 3     | 33      | 1966-1967 |
|       | 4     | 33      | 1967-1968 |
|       | 5     | 30      | 1968-1969 |
|       | 6     | 30      | 1969-1970 |
|       | 7     | 28      | 1970-1971 |
|       | 8     | 26      | 1971-1972 |

## 1 сезон (1964—1965)
| Название и описание | Дата премьеры    | Номер | Номер |  |
| --- | ---------------- | ----- | ----- |  |
| «Я, Даррин, беру эту ведьму Саманту в жёны» (англ. I, Darrin, Take This Witch, Samantha) Даррин Стивенс и Саманта женятся, но каково же удивление Даррина, когда он узнаёт в первую брачную ночь, что его жена… ведьма, с метлой и зельями. | 17 сентября 1964 | 001   | 01    |  |
| |                  |       |       |  |
| «Новые соседи сошли с ума…» (англ. Be It Ever So Mortgaged) Даррин и Сэм покупают себе дом. Эндора и Саманта при помощи магии добавляют вещи в дом, чтобы посмотреть каким он будет. Всё было бы хорошо, но их новая соседка видела колдовство… | 24 сентября 1964 | 002   | 02    |  |
| |                  |       |       |  |
| «Мама знакомится с „Тем самым“» (англ. Mother Meets What's His Name) Даррин знакомится со своей тёщей Эндорой, она разумеется не рада, что её дочь вышла замуж за смертного, но попыталась себя сдержать. Однако, хочет превратить Даррина в артишок… | 8 октября 1964   | 003   | 03    |  |
| |                  |       |       |  |
| «И собаке не пожелаешь» (англ. It Shouldn't Happen to a Dog) Пьяный заказчик Даррина флиртует с Сэм. Ведьма решает преподать ему урок, превращая его в собаку… | 10 июня 1965     | 004   | 04    |  |
| |                  |       |       |  |
| «Спасти не спасая…/Хорошая помощь нужна не всегда» (англ. Help, Help, Don't Save Me/A Good Turn Never Goes Unpunished) Саманта предлагает Даррину хороший слоган для рекламы, но Даррин подозревает, что его жена использовала магию для этого. Обиженная Сэм уходит от Даррина… | 15 октября 1964  | 005   | 05    |  |
| |                  |       |       |  |
| «У страха глаза велики» (англ. Little Pitchers Have Big Fears) Саманта знакомится с мальчиком, который учиться играть в бейсбол, но нападающий заболел и он вынужден идти вместо друга. Играет он плохо и поэтому Саманта берётся за это дело самостоятельно… | 22 октября 1964  | 006   | 06    |  |
| |                  |       |       |  |
| «Ведьма или жена?» (англ. Witch or Wife) Последний клиент Даррина хочет, чтобы на леденцах его производства была изображена уродливая ведьма. Саманта расстроена. Она созывает своих тётушек, чтобы проучить клиента Макменн-И-Тейт… | 29 октября 1964  | 007   | 07    |  |
| |                  |       |       |  |
| «Девушка-репортёр» (англ. The Girl Reporter) Юная девушка-репортёр берёт интервью у Даррина, а её бойфренд ревнует, к тому же он сильный спортсмен. Саманта использует магию для защиты любимого мужа… | 5 ноября 1964    | 008   | 08    |  |
| |                  |       |       |  |
| «Злая ведьма берёт выходной» (англ. The Whitch Or Out) Даррин сутками работает, а Саманте скучно. Эндора предлагает слетать в Париж, чтобы пообедать. Во время поездки Саманта встречается с Луизой и Лари Тэйтом и об этом узнаёт Даррин… | 12 ноября 1964   | 009   | 09    |  |
| |                  |       |       |  |
| «Одна счастливая семья» (англ. Just One Happy Family) Даррин наконец-то знакомится со своим тестем Морисом. И после разговора Морис заставляет Даррина исчезнуть. Саманта и даже Эндора просят вернуть Даррина… | 19 ноября 1964   | 010   | 10    |  |
| |                  |       |       |  |
| «Подложила свинью» (англ. It Takes One to Know One) Эндора подсылает к Даррину красивую ведьму, чтобы разрушить брак Саманты и Даррина… | 26 ноября 1964   | 011   | 11    |  |
| |                  |       |       |  |
| «С пополнением вас!» (англ. ...And Something Makes Three) Ларри видит Саманту и Луизу в женской консультации. Он поздравляет Даррина с пополнением, однако поздравлять нужно совсем не его… | 3 декабря 1964   | 012   | 12    |  |
| |                  |       |       |  |
| «Любовь слепа» (англ. Love Is Blind) Саманта просит Даррина, чтобы он нашёл её подруге парня. Найдя ей парня, Даррин видит, что творятся странные вещи и обвиняет подругу Сэм ведьмой. | 10 декабря 1964  | 013   | 13    |  |
| |                  |       |       |  |
| «Знакомство с родителями» (англ. Samantha Meets the Folks) Когда родители Даррина впервые познакомились с Самантой, его мать почувствовала себя ненужной после того как невестка накрыла шикарный стол, не подозревая что на самом деле его приготовила тетя Клара… | 17 декабря 1964  | 014   | 14    |  |
| |                  |       |       |  |
| «Вперед, на Северный полюс!» (англ. A Vision of Sugar Plums) Семья Кравец и Стивенсов под Рождество решают взять сирот из детского дома в рамках благотворительной программы. Стивенсам попадается капризный мальчик, но он кардинально меняется после посещения Санты-Клауса… | 24 декабря 1964  | 015   | 15    |  |
| |                  |       |       |  |
| «Как по волшебству!» (англ. It's Magic) Старый фокусник растерял все навыки и Саманта решает помочь бедняге. Он получает небывалую известность благодаря «носику» Сэм, но ассистентка фокусника заболела «звёздной болезнью»… | 7 января 1965    | 016   | 16    |  |
| |                  |       |       |  |
| «Опьянённый магией» (англ. A Is for Aardvark) Даррин сломал ногу и вынужден провести несколько недель в кровати. Саманта заколдовывает все вещи в доме для удобства Даррина, но Даррин начинает злоупотреблять колдовством и разрешает жене колдовать и даже предлагает разбогатеть и ни в чём не нуждаться…                                                                              | 14 января 1965   | 017   | 17    |  |
| |                  |       |       |  |
| «Удачная кошка» (англ. The Cat's Meow) Даррину нужно сопроводить клиента в Чикаго, Саманта хочет ехать с мужем, но он не разрешает… В поездке Даррин находит кошку и считает, что это Сэм… | 21 января 1965   | 018   | 18    |  |
| |                  |       |       |  |
| «Флирт и магия» (англ. A Nice Little Dinner Party) Родители Даррина приезжают в гости к Стивенсам и знакомятся там с Эндорой. Её знакомство с отцом Даррина совсем не по душе его матери… | 28 января 1965   | 019   | 19    |  |
| |                  |       |       |  |
| «Гонец от тёщи» (англ. Your Witch Is Showing) К Даррину приходит странный помощник, и он быстро вытесняет Даррина из рекламного бизнеса. Даррин уже не лучший и ему грозит увольнение. А клиента подослала его «любимая» тёща… | 4 февраля 1965   | 020   | 20    |  |
| |                  |       |       |  |
| «Шубка кошки» (англ. Ling Ling) Даррину срочно нужна модель для рекламы. Зная, как это важно, Сэм превращает бездомную кошку в красивую девушку и отправляет его в Макменн-И-Тейт… | 11 февраля 1965  | 021   | 21    |  |
| |                  |       |       |  |
| «Не по хорошу мил, а по милу хорош» (англ. Eye of the Beholder) Даррин находит на выставке антиквариата картину «Салемская девушка». На ней изображён портрет девушки, которая поразительно похожа на Саманту. Даррин напуган. Ведь, если Саманта бессмертна, то она успеет выйти замуж много раз…                                                                                        | 25 февраля 1965  | 022   | 22    |  |
| |                  |       |       |  |
| «Красный свет или зелёный?» (англ. Red Light, Green Light) Мэр города категорически игнорирует все просьбы горожан установить светофор на опасном перекрёстке. Саманта вынуждена поколдовать, чтобы в квартале появился светофор… | 4 марта 1965     | 023   | 23    |  |
| |                  |       |       |  |
| «Которая Саманта у телефона?» (англ. Which Witch Is Which?) Чтобы успеть много дел, Саманта предлагает Эндоре превратиться в неё. Но Эндора в облике Саманты встречает бывшего парня Саманты, кроме того она соглашается за свою дочь выйти за него замуж… | 11 марта 1965    | 024   | 24    |  |
| |                  |       |       |  |
| «Новая соседка» (англ. Pleasure O'Reilly) Новая соседка О’Райли сводит всех мужчин в округе с ума. Не было это исключением и по отношению к Даррину и мистеру Кравецу. Эндоре это на руку. Так ведь и до развода недалеко… | 18 марта 1965    | 025   | 25    |  |
| «Вождение — это единственный способ полететь» Саманта решает посещать автошколу. Бэзил Коениг назначает ей своего шурина Гарольда инструктором. Сэм, видя как Гарольд не уверен в себе, использует магию, чтобы выйти из затруднительного положения на дороге. Гарольд окончательно пугается, когда слышит голос Эндоры, но не видит её. Он бросает Саманту и машину, и едет к психиатру… | 25 марта 1965    | 026   | 26    |  |
| «Нет никакой ведьмы, подобной старой ведьме!» Стареющая тётя Клара оказалась неспособной полететь с другими ведьмами в Майами. Чтобы подбодрить её, Саманта и Даррин приглашают её на вечер в город с Колдвеллами. Однако, когда приходящая няня не появляется, тётя Клара настаивает на замене. Её волшебные уловки восхищают их сына так, что другие семьи требуют её услуг…            | 1 апреля 1965    | 027   | 27    |  |
| «Магия на пороге» (англ. Open the Door, Witchcraft) Стивенсы покупают механические двери в гараж, но каково удивление Даррина, когда двери ни с того, ни с сего начинают открываться… Саманта удивлена не меньше… | 8 апреля 1965    | 028   | 28    |  |
| «Эбнер-Кадабра» (англ. Abner Kadabra) Однажды, когда Саманта использовала магию, миссис Кравец увидела это, не выдержав она стала жаловаться об этом Саманте, но та обманом выходит сухой из воды. Она говорит миссис Кравец, что возможна она тоже ведьма. Миссис Кравец верит в это и идёт «колдовать»…                                                                                 | 15 апреля 1965   | 029   | 29    |  |
| «Джордж — колдун» (англ. George the Warlock) К мисс О’Райли приезжает её сестра. Даррин проводит всё свободное время у неё. Саманта обеспокоена, не бросит ли её Даррин? А Эндора подсылает колдуна Джорджа к Саманте, чтобы та не горевала… | 22 апреля 1965   | 030   | 30    |  |
| «Бабник или примерный семьянин?» (англ. That Was My Wife) Ларри видит в отеле, как Даррин целует какую-то брюнетку. Ларри поражён, он думал, что Даррин примерный семьянин… Каково стало Ларри, когда он узнал, что та брюнетка — Саманта в парике… | 29 апреля 1965   | 031   | 31    |  |
| «Нежданный гость» (англ. Illegal Separation) Глэдис Кравец и Эбнер ссорятся. Прожив столько лет вместе и вдруг выгнать мужа на улицу! Эбнер на время переезжает к Стивенсам, но нежданный гость стесняет Саманту и Даррина. Они думают, как воссоединить семейную пару… | 6 мая 1965       | 032   | 32    |  |
| «Изменился в лице» (англ. A Change of Face) Эндора налагает заклятье, которое уродует лицо Даррина. Саманта превращается в сексапильную француженку и пытается восстановить физиономию мужа… | 13 мая 1965      | 033   | 33    |  |
| «Выборы» (англ. Remember the Main) В городе проходят выборы в ГорДуму. Даррин ругает Саманту, когда узнаёт, что она проголосовала за другого. Но депутат, за которого голосовал Даррин… колдун… | 20 мая 1965      | 034   | 34    |  |
| «Пицца Марио» (англ. Eat at Mario's) Саманта выходит на работу в пиццерию Марио. Она помогает небольшой закусочной стать рестораном с лучшей пиццей в городе. Кроме того клиент Даррина, продукцией которого является пицца, идёт к Саманте, чтобы та помогла ему с рекламой… | 27 мая 1965      | 035   | 35    |  |
| «Кузен Эдгар» (англ. Cousin Edgar) Кузен Саманты Эдгар, узнав, что его сестра вышла замуж за смертного, пришёл в ужас. Он идёт на всё, чтобы «спасти» Саманту… | 3 июня 1965      | 036   | 36    |  |

## 2 сезон (1965—1966)
| Название и описание | Дата премьеры    | Номер | Номер |  |
| --- | ---------------- | ----- | ----- |  |
| «По кличке Даррин Стивенс» (англ. Alias Darrin Stephens) Узнав, что беременна, Саманта хочет сообщить радостную новость мужу, но тётя Клара случайно превращает его в шимпанзе. Но это только начало. Даррина поймали работники зоопарка и теперь он заперт в клетке… | 16 сентября 1965 | 037   | 01    |  |
| |                  |       |       |  |
| «В интересном положении» (англ. A Very Special Delivery) Эндора налагает заклятье на Даррина, с помощью которого он будет понимать, что хотят беременные женщины… | 23 сентября 1965 | 038   | 02    |  |
| |                  |       |       |  |
| «Плохое заклинание» (англ. We're in for a Bad Spell) Потомок судьи из древнего Салема заколдован. Саманта пытается помочь бедному человеку, но узнаёт, что заклятье наложили триста лет назад… | 30 сентября 1965 | 039   | 03    |  |
| |                  |       |       |  |
| «Мой внук — колдун» (англ. My Grandson, the Warlock) Стивенсам на время оставляют своего ребёнка Тэйты. Волей судьбы, Морис остаётся «няней». Когда Стивенсы возвращаются, узнают, что ребёнок Луизы и Ларри обучается в Школе Магии! | 7 октября 1965   | 040   | 04    |  |
| |                  |       |       |  |
| «Шут — это карта» (англ. The Joker Is a Card) Дядя Артур предлагает Даррину проучить Эндору волшебным заклинанием. Но Даррин и не подозревает, что это очередная шутка дядюшки Артура… Тогда Саманта, Эндора и Даррин решают преподать урок, старому шутнику… | 14 октября 1965  | 041   | 05    |  |
| |                  |       |       |  |
| «Аспирин запить полстаканом дельфиньего молока» (англ. Take Two Aspirin and Half a Pint of Porpoise Milk) Клиент Даррина коллекционирует Чёрные Перуанские розы. Когда Саманта увидела их, то сразу же потеряла свои магические способности… Даррин вынужден ходить в самые странные магазины, за ингредиентами для магического зелья от Лихорадки… Да ещё и клиент обвиняет Даррина в том, что он украл бесценную коллекцию редких, почти вымерших Чёрных Перуанских роз…Но Саманта выпивает зелье и вновь обретает свои магические способности… | 21 октября 1965  | 042   | 06    |  |
| |                  |       |       |  |
| «Кошелёк или жизнь» (англ. Trick or Treat) Эндора зовёт Саманту на традиционный шабаш по поводу Хэллоуина. Узнав об этом, Даррин запрещает жене куда-либо идти. Тогда Эндора решает отомстить зятю. Она превращается в 10-летнюю девочку, а Даррина превращает в оборотня… | 28 октября 1965  | 043   | 07    |  |
| |                  |       |       |  |
| «Слишком откровенный наряд» (англ. The Very Informal Dress) Тётя Клара приглашает Даррина и Саманту на званый ужин. Даррин не знает, что одеть и тогда тётя Клара помогает ему… Но Даррину совсем не до веселья, когда он начинает исчезать из-за волшебного костюма… | 4 ноября 1965    | 044   | 08    |  |
| |                  |       |       |  |
| «То, что я написала…» (англ. And Then I Wrote) Саманте поручено ко Дню Независимости написать пьеску на тему войны между Севером и Югом. Прибегнув к магии Саманта воплощает в реальность индейца, ковбоя и девушку… | 11 ноября 1965   | 045   | 09    |  |
| |                  |       |       |  |
| «Маленький рекламный агент» (англ. Junior Executive) Эндора превращает Даррина в девятилетнего мальчишку. Однако, она сама не знает, что сделала Даррину прекрасную услугу… | 18 ноября 1965   | 046   | 10    |  |
| |                  |       |       |  |
| «Любовь не увядает» (англ. Aunt Clara's Old Flame) К тёте Кларе приезжает её старая любовь. Чтобы вновь понравится ему, она просит Саманту помогать ей в колдовстве, чтобы доказать о том, что она ещё опытная ведьма… | 25 ноября 1965   | 047   | 11    |  |
| |                  |       |       |  |
| «Странный мальчик» (англ. A Strange Little Visitor) Саманта соглашается взять на время своего племянника. Он волшебник, а Сэм просит, чтобы он не колдовал в присутствие Даррина. Но отношение к колдовству быстро меняется, когда он спасает дом Стивенсов от воров… | 2 декабря 1965   | 048   | 12    |  |
| |                  |       |       |  |
| «Мой начальник — плюшевый мишка…» (англ. My Boss, the Teddy Bear) Эндора просит Ларри отпустить её зятя на торжество. Ларри разрешает Даррину поехать на свадьбу кузины Саманты. Ведьма решает отблагодарить босса Даррина, дав ему плюшевого мишку, которого хотел его сын. Даррин видя, что Эндора хочет послать медведя, думает, что это его босс… | 9 декабря 1965   | 049   | 13    |  |
| |                  |       |       |  |
| «Правда, правда и ничего кроме лжи» (англ. Speak the Truth) Эндора дарит Даррину волшебную статую, которая при приближении смертного заставляет его говорить правду… | 16 декабря 1965  | 050   | 14    |  |
| |                  |       |       |  |
| «Вперёд, на Северный полюс! Часть 2» (англ. A Vision of Sugar Plums) Переснятый эпизод 15 серии 1-го сезона | 23 декабря 1965  | 051   | 15    |  |
| |                  |       |       |  |
| «Чудесная лачуга» (англ. The Magic Cabin) Ларри предлагает Даррину и Саманте поехать в домик в лесу чтобы отдохнуть. Дом оказывается ужасно запущенным и Саманте приходиться немного поколдовать чтобы исправить ситуацию, но вдруг появляется пара, которая хочет купить этот дом… | 30 декабря 1965  | 052   | 16    |  |
| |                  |       |       |  |
| «Домработница-недотёпа» (англ. Maid to Order) Даррин и Сэм нанимают домработницу Наоми (приглашённая звезда Элис Гостли). Но она такая неуклюжая, что ничего не может обойтись без магии Саманты. Саманта вот-вот хотела уволить свою домработницу, но Ларри и Луиза Тейт хотят позаимствовать у Стивенсов Наоми. Саманте приходится караулить, чтобы она ничего не натворила… | 6 января 1966    | 053   | 17    |  |
| |                  |       |       |  |
| «И жили они теперь втроём…» (англ. "And Then There Were Three) У Даррина и Саманты рождается первая дочь Табата. Выясняется, что у Саманты есть кузина Сирина, полная копия её. Эндора в шутку грозится превратить Табату во взрослую, чтобы доказать, что она будет похожа только на мать. Когда Даррин видит Сирину, он думает, что Эндора приложила к этому свои магические пальчики… | 13 января 1966   | 054   | 18    |  |
| |                  |       |       |  |
| «Моя малышка — магнат» (англ. My Baby, the Tycoon) Эбенер и Глэдис Кравец дарят Табате пакет акций, которая резко растёт в цене почти с нуля! Даррин считает, что это проделки его дочери-ведьмы… | 20 января 1966   | 055   | 19    |  |
| |                  |       |       |  |
| «Знакомство с родителями» (англ. Samantha Meets the Folks) Родители Даррина отправляют посылку Табате с подарком и письмом. Саманта и Даррин вспоминают 14 серию 1 сезона | 27 января 1966   | 056   | 20    |  |
| |                  |       |       |  |
| «Пьяный друг» (англ. Fastest Gun on Madison Avenue) В баре к Даррину пристаёт странный человек. Саманта использует магию для защиты любимого мужа, на следующий день он становится страшно популярным. Ведь он уложил самого Джо Ковака, чемпиона мира по боксу… | 3 февраля 1966   | 057   | 21    |  |
| |                  |       |       |  |
| «Танцующий медведь» (англ. The Dancing Bear) Даррин покупает Табате большого плюшевого медведя. Эндора, считая, что это скучно, делает медведя танцующим… | 10 февраля 1966  | 058   | 22    |  |
| |                  |       |       |  |
| «Два Тейта» (англ. Double Tate) На свой день рождения Даррин загадывает, чтобы он стал таким же, как Ларри. Эндорра решает устроить ему это… | 17 февраля 1966  | 059   | 23    |  |
| |                  |       |       |  |
| «Саманта-портниха» (англ. Samantha the Dressmaker) Эндора и Саманта летали на неделю моды в Париж и, когда клиент Даррина увидела платье «сшитое» Самантой, то тоже захотела такое. но сделать его уже проблематично… | 24 февраля 1966  | 060   | 24    |  |
| «По словам лошади…» (англ. The Horse's Mouth) Саманта превращает скаковую лошадь в прекрасную девушку… | 3 марта 1966     | 061   | 25    |  |
| «Первая речь Табаты» (англ. Baby's First Paragraph) Миссис Кравец хвастается Стивенсам, что её племянник Эдгард чуть ли не самый смышлёный мальчик в мире. Тогда Эндора налагает заклятье на внучку, чтобы та заговорила. Всё бы осталось незамеченным, если бы не «длинный» язык миссис Кравец. О раннем развитии Табаты знают во всём мире! | 10 марта 1966    | 062   | 26    |  |
| «Лепрекон» (англ. The Leprechaun) Ирландский Лепрекон приезжает в дом к Стивенсам и утверждает, что он родственник Даррина. Кроме того он требует от Даррина горшок с золотом… | 17 марта 1966    | 063   | 27    |  |
| «Дружба крепкая…» (англ. Double Split) Даррин и Ларри серьёзно повздорили. Теперь они не общаются, а работа Даррина висит на волоке. Саманта использует своё колдовство, чтобы вернуть дружбу… | 24 марта 1966    | 064   | 28    |  |
| «Подстава» (англ. Disappearing Samantha) К Стивнесам приходит клиент Макменн-И-Тэйта, который побывал в Африке (приглашённая звезда Бернард Фокс). Он начинает показывать, чему ему научили племена, в частности, как избавиться от ведьмы. И вдруг Саманта исчезает. Всё дело не в заклятье, которое он произносил, а в кольце на его пальце. Саманте приходится попотеть, чтобы уничтожить это кольцо… | 7 апреля 1966    | 065   | 29    |  |
| «Следуй за ведьмой. Часть 1» (англ. Follow That Witch (Part 1)) Макменн-И-Тейт нанимают частного детектива Чарли Лича, чтобы он разведал, как живут Стивенсы. Саманта ничего не подозревая об этом использует колдовство, чтобы починить кое-какую вещь. Чарли Лич поражён от такого зрелища… | 14 апреля 1966   | 066   | 30    |  |
| «Следуй за ведьмой. Часть 2» (англ. Follow That Witch (Part 2)) Чарли Лич рассказывает об увиденном Макменну, но тот посчитал его сумасшедшим и отказался от услуг. Но на этом Чарли Лич не останавливается. Он просит Саманту, чтобы та сделала его богатым и состоятельным человеком. Саманта соглашается, но Лич и не знает, что его ждёт… | 21 апреля 1966   | 067   | 31    |  |
| «Просто ошибка» (англ. A Bum Raps) Стивенсы ожидают приезда дяди Даррина. Саманта, пока Даррин на работе, по ошибке пускает в дом постороннего человека… | 28 апреля 1966   | 068   | 32    |  |
| «Раздвоенный Даррин/Саманта берёт выходной» (англ. Divided He Falls / Samantha's Better Halves) Саманта хочет полететь на Гавайи, но Даррин по горло загружен работой. Тогда Эндора раздваивает Даррина, но один Даррин — работяга, а второй Даррин — тусовщик. Тем временем Ларри и его клиент сильно раздражены чересчур серьёзным подходом к работе Даррина… | 5 мая 1966       | 069   | 33    |  |
| «Лучшие друзья» (англ. Man's Best Friend) Рудни (приглашённая звезда Ричард Дрейфусс) колдун и бывший возлюбленный Саманты. Узнав, что она замужем он хочет разрушить брак. Его не останавливает даже то, что у Даррина и Саманты есть дочь… | 12 мая 1966      | 070   | 34    |  |
| «Похититель кошек» (англ. The Catnapper) Чарли Лич вернулся из Мексики. Эндора превращает одного из клиентов Даррина в кошку. Лич крадёт кошку и требует взамен несколько миллионов долларов… | 19 мая 1966      | 071   | 35    |  |
| «Каждый молодой человек обязан учесть…» (англ. What Every Young Man Should Know) Эндора уверена, что если бы Даррин узнал, что Саманта ведьма перед свадьбой, то они бы не поженились. Случайно поспорив с мамой, Саманта по её заклинанию отправляется в прошлое, когда Даррин не знал, что Саманта ведьма… | 26 мая 1966      | 072   | 36    |  |
| «Обвинение» (англ. The Girl with the Golden Nose) Даррин несправедливо обвиняет Саманту в том, что она приложила свой нос к его работе. Он успешно продвигается по карьерной лестнице. Саманта решает преподать ему урок… | 2 июня 1966      | 073   | 37    |  |
| «Чудеса, да и только» (англ. Prodigy) Брат Глэдис Кравец скрипач. Он панически боится сцены. Но ему предложили приличные деньги, если он выступит на сцене. Сэм использует свою магию, чтобы помочь бедолаге… | 9 июня 1966      | 074   | 38    |  |

## 3 сезон (1966—1967)
| Название и описание | Дата премьеры    | Номер | Номер |  |
| --- | ---------------- | ----- | ----- |  |
| «Никто не совершенен» (англ. Nobody's Perfect) У Табаты впервые проявились магические способности. Эндора до ужаса рада, а вот Саманта переживает, о том, как рассказать Даррину, что его дочь — ведьма. Да ещё Табату приглашает сняться в рекламном ролике Макмэнн-И-Тейт, отказ от предложения чреват увольнением Даррина. Оператор просто в ужасе, когда видит летающие игрушки…                                                                                                | 15 сентября 1966 | 075   | 01    |  |
| «Правдивый момент» (англ. The Moment of Truth) Волшебство Табаты вызывает хаос у Стивенсов. Саманта ещё не сказала Даррину, что их дочь малолетняя ведьма. У них годовщина свадьбы, с ребёнком вынуждена сидеть тётя Клара. Даррин шокирован, узнав, что кавардак в их доме устроила годовалая дочь, а не тётя Клара, как обычно… | 22 сентября 1966 | 076   | 02    |  |
| «Смышлёная ведьма» (англ. Witches and Warlocks Are My Favorite Things) Эндора, тётя Хагата и тётя Энчантра удивлены, что Табата так хорошо колдует, когда ей только год. Совет Ведьм признаёт её самой смышлёной ведьмой своего поколения. Тётки хотят отдать Табату в Школу Магии, чтобы она там обучилась всему мастерству. Саманта и Даррин против этого, но старые ведьмы не слушают их. Тогда Саманта прибегает к помощи своего отца Мориса, чтобы вернуть разум в трёх ведьм… | 29 сентября 1966 | 077   | 03    |  |
| «Случай с близнецами» (англ. Accidental Twins) Тётя Клара решает посидеть с детьми: Табатой и Джонсоном, ребёнком Луизы и Ларри. Но опять перепутав заклинание тётя Клара раздваивает Джонсона… | 6 октября 1966   | 078   | 04    |  |
| «Лесная нимфа» (англ. A Most Unusual Wood Nymph) К Даррину приходит Лесная Нимфа, Саманта отправляется в 14 век в Ирландию, к предку Даррина не дав совершить ему ошибку из за которой пришла Нимфа, Саманта вынуждена отправиться туда и все исправить, что бы прогнать Нимфу… | 13 октября 1966  | 079   | 05    |  |
| «Дурной пример» (англ. Endora Moves in for a Spell) Эндора беспокоится из-за частых посещений дяди Артура к Табате. Она перенимает все его плохие шутки. Табата то и делает, что заколдовывает все вещи дома и вне его, тем самым она сводит с ума миссис Кравец… | 20 октября 1966  | 080   | 06    |  |
| «Шутка или заклинание» (англ. Twitch or Treat) Эндора и дядя Артур решают отметить Хэллоуин в доме Стивенсов… | 27 октября 1966  | 081   | 07    |  |
| «Не игрушка» (англ. Dangerous Diaper Dan) Компания-конкурент Макменн-И-Тейт Кимберли посылает своего агента в дом Стивенсов, чтобы тот поставил прослушки, для кражи идей у рекламного агентства Ларри. Эндора и Саманта обнаруживают прослушивающее устройство и решают проучить виновных колдовством… | 3 ноября 1966    | 082   | 08    |  |
| «Счастливое замыкание тёти Клары» (англ. The Short, Happy Circuit of Aunt Clara) Тётя Клара случайно отключила электричество на всём побережье. Без чужой помощи не обойтись… | 10 ноября 1966   | 083   | 09    |  |
| «Семейная проблема» (англ. I'd Rather Twitch Than Fight) У Даррина и Саманты возникли семейные проблемы. Они поссорились из-за плохих подарков в годовщину их свадьбы. Видя, что в лодке Стивенсов пробоина, Ларри предлагает пойти к психологу, а Эндора предлагает посмотреть Саманте на это зрелище… | 17 ноября 1966   | 084   | 10    |  |
| «Попкорн лени» (англ. Oedipus Hex) Эндора заколдовывает весь попкорн Даррина. Колдовство заключается в том, что попробовавший эту кукурузу становится лентяем. Жертвами волшебства Эндоры становятся: Ларри, молочник, полицейский, клиент Макменн-И-Тейт и даже весь комитет по сбору городских средств, члены которого пришли к Саманте… | 24 ноября 1966   | 085   | 11    |  |
| «Антиквариат Саманты» (англ. Sam's Spooky Chair) Саманта покупает антикварный стул, не подозревая, что это один колдунов превратился в него, по уговору её Дяди Артура… | 1 декабря 1966   | 086   | 12    |  |
| «Мой друг Бен. Часть 1» (англ. My Friend Ben (Part 1)) Тётя Клара попыталась вызвать электрика при помощи магии, чтобы он починил торшер, но по ошибке вызывает Бенджамина Франклина. Потрясённый прогрессом и техникой двадцатого века, Франклин уходит далеко в город, а затем и вовсе арестован за кражу пожарной машины… | 8 декабря 1966   | 087   | 13    |  |
| «Мой друг Бен. Часть 2» (англ. My Friend Ben (Part 2) / Samantha for the Defense (Part 2)) Идёт суд на Франклином из-за кражи пожарной машины. Саманта ловко выкручивается, говоря, что это рекламная кампания Макменн-И-Тейт… | 15 декабря 1966  | 088   | 14    |  |
| «Розовый слоник» (англ. A Gazebo Never Forgets) Саманта берёт кредит на установку кабельного телевидения, а за ней следит частный детектив, которого интересует большой розовый слон. А слона наколдовала тётя Клара… | 22 декабря 1966  | 089   | 15    |  |
| «Юные гонщики» (англ. Soap Box Derby) Саманта случайно знакомится с мальчиком, который хочет выиграть мотогонки, но его отец запрещает ему это делать. Тем временем племянник миссис Кравец тоже увлекается гонками, кроме того у него новый и шикарный миниавтомобиль. Саманта должна прибегнуть к магии и к общению с отцом мальчика, чтобы он выиграл… | 29 декабря 1966  | 090   | 16    |  |
| «Саманта летит на Луну» (англ. Sam in the Moon) Все американцы становятся свидетелями первого полёта американца на Луну. Сэм это ничуть не удивляет, к тому же она говорит, что уже была на Луне. Даррин очень удивлён. Эндора и Саманта летят в Японию и привозят целебный чай. Даррин считая, что это Лунная пыль отдаёт её на экспертизу… | 5 января 1967    | 091   | 17    |  |
| «Хоу Хоу, Клоун!» (англ. Ho Ho the Clown!) Эндора отводит Табату на детское телешоу, которое спонсирует Макменн-И-Тейт, где разыгрываются призы. Эндора делает так, чтобы все подарки получила её внучка. Становится не до шуток, когда выясняется, что родственники сотрудников рекламного агентства не имеют право на призы… | 12 января 1967   | 092   | 18    |  |
| «Супермашина» (англ. Super Car) Эндора пытается быть снисходительной к зятю и пытается ему помочь. Она создаёт автомобиль будущего и дарит Даррину ключи от него. К Даррину пристают журналисты и правительство из-за супермашины… | 19 января 1967   | 093   | 19    |  |
| «Тётя Корова» (англ. The Corn Is as High as a Guernsey's Eye) Даррин и Саманта идут на званый обед в офис с тётей Кларой. Им приходится на время оставить её. Вернувшись, Саманта застаёт в холле большую корову и считает, что это вновь неудачное заклинание её тётушки, которым она превратила себя в корову. Тем временем тётя Клара уснула за ширмой… | 26 января 1967   | 094   | 20    |  |
| «Суд над ведьмой» (англ. The Trial and Error of Aunt Clara) Из-за очередной волшебной ошибки, тётю Клару отдают под Ведовской трибунал. Она просит Саманту, чтобы та представляла её интересы в суде… | 2 февраля 1967   | 095   | 21    |  |
| «Три желания» (англ. Three Wishes) Эндора без ведома Даррина предоставляет ему три желания. Даррин загадывает быть похожим на своего босса Ларри… | 9 февраля 1967   | 096   | 22    |  |
| «Я знаю это… иногда» (англ. I Remember You...Sometimes) Эндора накладывает чары на часы Даррина. Теперь, когда он носит их, он знает абсолютно всё! | 16 февраля 1967  | 097   | 23    |  |
| «Подмена» (англ. Art for Sam's Sake) Саманта от скуки рисует картину. Эндора, чтобы помочь дочери пробиться в элиту искусства меняет картину Анри Монше на картину Сэм. Клиент Даррина интересуется шедевром и хочет купить его. Но в полночь всё должно вернуться на свои места… | 23 февраля 1967  | 098   | 24    |  |
| «Вечный победитель» (англ. Charlie Harper, Winner) К Даррину приезжает бывший однокурсник Чарли Гарпер, который во многом преуспел. Даррин немного расстроен, да ещё и Чарли предлагают место заместителя Ларри. Саманта прибегает к колдовству и наколдовывает дорогие вещи… | 2 марта 1967     | 099   | 25    |  |
| «Викторианская тётя Клара» (англ. Aunt Clara's Victoria Victory) Тётя Клара вспоминает о прекрасных деньках в Викторианскую эпоху. Она хочет переместиться туда, но вместо этого перемещает Королеву Викторию в двадцатый век и при этом забыла обратное заклинание… | 9 марта 1967     | 100   | 26    |  |
| «Ветхая молодость» (Юбилейный эпизод) (англ. The Crone of Cawdor) Даррину нужно будет поцеловать красивую клиентку. Эндора и Саманта, узнав, что это старая ведьма, которая крадёт молодость поцелуем, пытаются предостеречь Даррина от этого… | 16 марта 1967    | 101   | 27    |  |
| «Держись от меня подальше!» (англ. No More Mr. Nice Guy) Эндора налагает чары на Даррина, которые заставляли бы смертного, который прикоснётся к нему чувствовать неприязнь… | 23 марта 1967    | 102   | 28    |  |
| «Просто кодовство» (англ. It's Wishcraft) Табата переходит на новый этап вошлебства. Теперь она может колдовать, когда угодно и что угодно. Табата рада и колдует всё время, даже уговоры Эндоры не могут заставить малышку не колдовать, пока родители Даррина будут у них в гостях… | 30 марта 1967    | 103   | 29    |  |
| «Эндора ни при чём…» (англ. How to Fail in Business with All Kinds of Help) К Даррину приходит заказчик Мадам Марушка. Он почему-то уверен, что это его тёща в обличии красавицы. Макменн-И-Тейт чуть не теряют заказ из-за хамства Даррина… | 6 апреля 1967    | 104   | 30    |  |
| «Лжец, лжец и ещё раз лжец» (англ. Bewitched, Bothered, and Infuriated) Тётя Клара колдует газету, где пишут, что Ларри Тейт сломал ногу. Даррин берёт отгул и едет в пансионат с Самантой отдыхать. Выясняется, что Ларри здоров, Даррин ссорится со своим лучшим другом. Но оказывается, что тётя Клара наколдовала газету завтрашнего дня… | 13 апреля 1967   | 105   | 31    |  |
| «Никто не знает, что ты лягушка» (англ. Nobody but a Frog Knows How to Live) К Саманте пристаёт странный человек, которого она превращает в лягушку. Он ускакал, но это очень важный клиент для Макменн-И-Тейт… | 27 апреля 1967   | 106   | 32    |  |
| «Волшебные пилюли» (англ. There's Gold in Them Thar Pills) Даррин простыл, но на носу у него важная встреча. Саманта вызвает доктора Бомбея (доктора для ведьм), чтобы тот вылечил Даррина. Он даёт ему волшебные пилюли, от которых Даррин моментально поправляется. Придя в офис, он выставлен на посмешище. Его голос стал очень высоким и писклявым. Чтобы поправить положение, Саманта пытается дозваться до доктора Бомбея, но он не отвечает на зов…                         | 4 мая 1967       | 107   | 33    |  |

## 4 сезон (1967—1968)
| Название и описание | Дата премьеры    | Номер | Номер |  |
| --- | ---------------- | ----- | ----- |  |
| «Да, здравствует Королева Ведьм!» (англ. Long Live the Queen) К Саманте прилетает Королева Ведьм и передает ей свой сан. За ней выбор: отказаться или принять. Если Саманта откажется, то её могут лишить магии… | 7 сентября 1967  | 108   | 01    |  |
| «Игрушки из Бэбилэнда» (англ. Toys in Babeland) Эндору срочно вызывает Саманта, чтобы она посидела с Табатой. Чтобы девочка не скучала она оживляет солдатика. Он забавляет юную ведьму, но недолго, приходят родители. Вечером Табата следует примеру бабушки и оживляет не только солдатика, но и медведя, клоуна, да и все игрушки в комнате. Даррин зол. Но недолго. Он сразу же добреет, когда живые игрушки становятся объектом рекламного тренда…              | 14 сентября 1967 | 109   | 02    |  |
| «Спагетти, пожалуйста» (англ. Business, Italian Style) Даррину нужно в срочном порядке выучить итальянский язык для важной встречи. Эндора налагает чары на Даррина и теперь он не только в совершенстве владеет итальянским, но и забыл английский… | 21 сентября 1967 | 110   | 03    |  |
| «Двойная домохозяйка» (англ. Double, Double, Toil and Trouble) Саманта срочно спешит на Совет Ведьм, который она теперь возглавляет. Сирина и Эндора пользуются моментом и Сирина превращается в Саманту. Даррин даже не догадывается, что место его жены заняла Сирина… | 28 сентября 1967 | 111   | 04    |  |
| «Скупой платит всегда» (англ. Cheap, Cheap) Даррин покупает Саманте дорогое пальто. Эндора делает Даррина скупым… | 5 октября 1967   | 112   | 05    |  |
| «Прошлая, личная жизнь» (англ. No Zip in My Zap) В Макменн-И-Тейт с заказом обращается давняя любовь Даррина Фиона. Чтобы получить этот заказ Даррину нужно прийти к ней домой. У неё дома он видит муху, он считает, что это Саманта превратилась в неё, чтобы следить за своим мужем, хотя на самом деле Саманта левитирует дома, так как у неё исчезли силы… | 12 октября 1967  | 113   | 06    |  |
| «Игра в гольф, или как потерять работу» (англ. Birdies, Bogeys and Baxter) Даррин, Ларри и клиент Макменн-И-Тейт едут играть в гольф. Ларри предупреждает, чтобы Даррин не заигрывался и меньше побеждал, потому что можно потерять заказ. Но благодаря Саманте Даррин выигрывает все подачи… | 19 октября 1967  | 114   | 07    |  |
| «Необычный Хэллоуин» (англ. The Safe and Sane Halloween) Табата при помощи колдовства вызывает из своей книжки трёх колдунов: гремлина, гоблина и Джека-тыкву. Сэм пытается вернуть всё на свои места, но один из созданий превращает племянника Глэдис Кравец в козла… | 26 октября 1967  | 115   | 08    |  |
| «Голос долой из сердца вон» (англ. Out of Sync, Out of Mind) Тётя Клара по ошибке лишает Саманту голоса. В это время Даррина и Саманту посещает мама Даррина Филис… | 2 ноября 1967    | 116   | 09    |  |
| «Моя жена здесь или там…» (англ. That Was No Chick, That Was My Wife) Даррин и Сэм летят в Чикаго, но Саманта вынуждена вернуться, проверить, как её дочь. Её случайно видит Луиза. Начинается ужасная путаница… | 9 ноября 1967    | 117   | 10    |  |
| «Аллергия на птицу Додо» (англ. Allergic to Macedonian Dodo Birds) Табата создает по книжке птицу Додо, на которую у Эндоры аллергия… | 16 ноября 1967   | 118   | 11    |  |
| «День Благодарения» (англ. Samantha's Thanksgiving to Remember) Тётя Клара переносит себя, Даррина, Саманту, Табату и Глэдис Кравец в семнадцатый век в День Благодарения. Даррина обвиняют в колдовстве и отдают под суд… | 23 ноября 1967   | 119   | 12    |  |
| «Золотая тёща» (англ. Solid Gold Mother-in-Law) Даррин шокирован, но заклинание Эндоры помогает привлечь богатых клиентов. Кроме того, сделала она это осознанно… | 30 ноября 1967   | 120   | 13    |  |
| «Ложь» (англ. My What Big Ears You Have) Даррин дарит Саманте старинное кресло-качалку, говоря, что купил его за бесценок. Эндора зная, что это ложь налагает на него заклятье. Теперь, когда он говорит неправду, его уши растут… | 7 декабря 1967   | 121   | 14    |  |
| «Няня для Стивенсов» (англ. I Get Your Nanny, You Get My Goat) Ведьма пытается стать няней у Королевы Ведьм. Эндора, видя, что девица использует её дочь, обеспокоена… | 14 декабря 1967  | 122   | 15    |  |
| «Рождество без подарков» (англ. Humbug Not to Be Spoken Here) У Даррина новый клиент мистер Мортимер, который не верит в Рождество. Чтобы переубедить его, Саманта отправляется с ним к Санта-Клаусу… | 21 декабря 1967  | 123   | 16    |  |
| «Жил-был художник один…» (англ. Samantha's Da Vinci Dilemma) У Стивенсов ремонт. Тётя Клара, чтобы помочь покрасить патио вызывает маляра, но вместо этого она вызывает Леонардо Да Винчи… | 28 декабря 1967  | 124   | 17    |  |
| «Любовь, любовь…» (англ. Once in a Vial) Эндора вызывает Ролло, старого возлюбленного Саманты, чтобы воссоединить их. За обедом Ролло подливает в бокал Саманты любовное зелье, но по-ошибке «вино любви» выпивает Эндора… | 4 января 1968    | 125   | 18    |  |
| «По старой памяти» (англ. Snob in the Grass) Бывшая невеста Даррина Шейла, приглашает его и Саманту на званый ужин. Но она вновь попыталась втоптать Сэм в грязь лицом. Но ведьмочка отыгралась на ней, когда та пришла к ним в гости… | 11 января 1968   | 126   | 19    |  |
| «Если бы не было Сэм» (англ. If They Never Met) Эндора решает показать Саманте, что если бы Даррин не встретил её, то был бы гораздо счастливее. Она налагает заклятье и отправляет зятя в прошлое и принимает роль Судьбы… | 25 января 1968   | 127   | 20    |  |
| «Сэм хиппи?!» (англ. Hippie, Hippie, Hooray) Кузина Саманты Сирина арестована за то, что стала хиппи и нарушает со всеми остальными хиппи закон. Кроме того, арест снимает съёмочная группа популярного телеканала. Ларри видит Сирину с длинными светлыми волосами и думает, что это Сэм. Кроме того, Саманта вызволяет кузину из тюрьмы. Ларри не веря, что это не Сэм, приходит к Стивенсам, чтобы увидеть поразительное сходство между кузинами…                  | 1 февраля 1968   | 128   | 21    |  |
| «Принц из белой книги сказок» (англ. A Prince of a Guy) Табата вызывает из новой книги принца. Кузины Даррина без памяти влюбляются в него… | 8 февраля 1968   | 129   | 22    |  |
| «МакТавиш» (англ. McTavish) В старинном шотландском замке, который переоборудовали под гостиницу приезжают Фрэнк и Филис Стивенсы. Кроме того в замке уже двести лет живёт призрак МакТавиш. Саманту просит о помощи тётя Клара от имени владельца гостиницы. Саманта прилетает в гостиницу, где её не раз видит Филис. Саманта убеждает призрака уйти из гостинцы в более комфортные условия. Но она не знает, что призрак выбрал именно её дом для обитания…        | 15 февраля 1968  | 130   | 23    |  |
| «Травка зеленеет…» (англ. How Green Was My Grass) Стивенсам по-ошибке застилают во дворе искусственную лужайку и просят деньги три тысячи долларов. Саманта пытается убрать траву к соседям, но не получается… | 29 февраля 1968  | 131   | 24    |  |
| «Не колдуй» (англ. To Twitch or Not to Twitch) Даррин обвиняет Саманту в излишнем колдовстве. Его мнение меняется, когда машина застревает на трассе в дождливую ночь с проколотой шиной и без бензина. Саманта из принципа отказывается помочь… | 14 марта 1968    | 132   | 25    |  |
| «Друзья» (англ. Playmates) Филис Стивенс понимает, что Саманте и Табате нужно общение, Даррин часами пропадает на работе. Филис ведёт ведьм к своим друзьям, а Табата превращает мальчика Майкла в собаку… | 21 марта 1968    | 133   | 26    |  |
| «Заклинание Табаты» (англ. Tabatha's Cranky Spell) Табата помогает при помощи хрустального шара и заклинания удержать клиента Макменн-И-Тейт… | 28 марта 1968    | 134   | 27    |  |
| «Слушайте все!» (англ. I Confess) Даррин предлагает Саманте рассказать всему миру, что она не такая как все. Саманта накладывает чары на его сон и Даррину сниться, что было бы, если бы все узнали, что она ведьма… | 4 апреля 1968    | 135   | 28    |  |
| «Больше вдвоем» (англ. A Majority of Two) В отсутствие Даррина, Ларри Тэйт просит Саманту пригласить Кенсу Мишимото, японского клиента, на обед. Он волнуется, когда Сэм упоминает, что тетя Клара будет с ними, чтобы оправиться от ссоры с её другом Оки. Мишимото западает на тетю Клару, и не обращает внимание на Ларри, который пытается заговорить с ним о бизнесе…                                                                                            | 11 апреля 1968   | 136   | 29    |  |
| «Саманта и Марсиане» (англ. Samantha's Secret Saucer) Тётя Клара случайно вызывает летающую тарелку. Это видит Глэдис Кравец и звонит в службу по НЛО. К счастью тётя Клара помнит обратное заклинание, но перед отбытием, в тарелку запрыгивает собака Глэдис Кравец… | 18 апреля 1968   | 137   | 30    |  |
| «Липовое заклинание» (англ. The No-Harm Charm) Даррин убежден, что Эндора является ответственной за беспорядок на работе. Тогда дядя Артур убеждает его, что полностью на его стороне, и дает ему амулет для защиты от Эндоры. После проверки Даррин уверен, что обладает иммунитетом от колдовства. Но когда Саманта узнает, что иммунитет не работает, а Даррин получил всего лишь психологический настрой, то по счастливой случайности спасает мужа от несчастий… | 25 апреля 1968   | 138   | 31    |  |
| «Мужчина года» (англ. Man of the Year) После того как Даррина называют Рекламным агентом года, Эндора в очередной раз заговаривает зятя. Каждый, кто находится с ним рядом, попадает в круг его обаяния, и его глупые идеи вызывают восторг у окружающих… | 2 мая 1968       | 139   | 32    |  |
| «Ревность» (англ. Splitsville) Глэдис и Эбнер Кравец вновь поссорились. Саманта предлагает миссис Кравец пожить у них. Столь длительное пребывание у Стивенсов раздражает Даррина. Он предлагает применить колдовство, чтобы померить супругов… | 16 мая 1968      | 140   | 33    |  |

## 5 сезон (1968—1969)
| Название и описание | Дата премьеры    | Номер | Номер |  |
| --- | ---------------- | ----- | ----- |  |
| «Годовщина» (англ. Samantha's Wedding Present) У Даррина и Сэм пятая годовщина свадьбы. Эндора дарит подарки дочери и даже зятю. Она пытается быть снисходительной к нему, но Даррин ехидничает и выводит Эндору из себя. Она накладывает на него заклятье, теперь он будет уменьшаться каждый раз, как к нему будут испытывать симпатию…                     | 26 сентября 1968 | 141   | 01    |  |
| «Саманта летит в прошлое» (англ. Samantha Goes South for a Spell) Сирина крутит роман с мужем могущественной ведьмы. Ведьма принимает Саманту за любовницу мужа и отправляет её в 16 век, при этом она ничего не помнит. Сирина отправляет Даррина к жене, но вернуться они смогут, лишь, когда Саманта добровольно поцелует Даррина…                         | 3 октября 1968   | 142   | 02    |  |
| «Саманта за пианино» (англ. Samantha on the Keyboard) Эндора заколдовала Табату, чтобы та умела играть на пианино. Даррин просит Сэм, чтобы та училась играть на инструменте смертным путём. Но маэстро замечает заколдованную Табату… | 10 октября 1968  | 143   | 03    |  |
| «Даррин в плену» (англ. Darrin, Gone and Forgotten) К Саманте приходит ведьма Карлотта и говорит, что взяла Даррина в плен. Тем временем Сэм узнаёт, что Эндора и Карлотта заключили сделку, что сын Карлотты Жьюк возьмёт в жёны Саманту… | 17 октября 1968  | 144   | 04    |  |
| «Подмена» (англ. It's So Nice to Have a Spouse Around the House) Саманте срочно нужно слетать на Совет Ведьм. Она просит Сирину, чтобы та подменила её. Но, как обмануть Даррина, если даже Табата узнаёт тётушку Сирину… | 24 октября 1968  | 145   | 05    |  |
| «Тщеславный Даррин» (англ. Mirror, Mirror on the Wall) Эндора делает Даррина тщеславным. Это грозит ему увольнением… | 7 ноября 1968    | 146   | 06    |  |
| «Дядя Артур и император» (англ. Samantha's French Pastry) Дядя Артур хочет поесть торт «Наполеон», но вместо десерта вызывает самого императора… | 14 ноября 1968   | 147   | 07    |  |
| «Магическое воображение» (англ. Is It Magic or Imagination?) Даррин выигрывает поезду на Таити, но считает, что это его жена наколдовала путёвку… | 21 ноября 1968   | 148   | 08    |  |
| «По защите прав парка» (англ. Samantha Fights City Hall) На месте детского парка хотят построить большой торговый центр. Саманта выступает против стройки. Но предприниматель оказывается клиентом Макменн-И-Тейт… | 28 ноября 1968   | 149   | 09    |  |
| «Люблю их голоса» (англ. Samantha Loses Her Voice) Дядя Артур в очередной раз забавляется шуткой. Шутка заключается в следующем: Саманта и Даррин обмениваются голосом друг с другом. В то время, как Луиза и Ларри ссорятся и идут за утешением к лучшим друзьям…                                                                                            | 5 декабря 1968   | 150   | 10    |  |
| «Я хочу быть бабочкой!» (англ. I Don't Want to Be a Toad, I Want to Be a Butterfly) Саманта записывает Табату в детский садик. Юная ведьма по ошибке превращает одногруппницу в бабочку, которая улетает… | 12 декабря 1968  | 151   | 11    |  |
| «Смеющаяся ива» (англ. Weep No More My Willow) Миссис Кравец требует, чтобы сухую иву Стивенсов спилили из-за угрозы прохожим. Саманта вызывает доктора Бомбея, чтобы тот вылечил иву. Но вместо этого с каждым дуновением ветра Саманта плачет, а потом и смеётся…                                                                                           | 19 декабря 1968  | 152   | 12    |  |
| «Джентльмен» (англ. Instant Courtesy) Эндора налагает заклятье на Даррина. Теперь он становится интеллигентным и помогает всем и во всём… | 26 декабря 1968  | 153   | 13    |  |
| «Домработница» (англ. Samantha's Super Maid) Филис предлагает Стивенсам нанять домработницу. Саманта не желает. чтобы обычная девушка видела всё магическое в их доме… | 2 января 1969    | 154   | 14    |  |
| «Кузина и обезьяна. Часть 1» (англ. Cousin Serena Strikes Again (Part 1)) Кузина превращает клиентку Даррина в обезьяну. А она очень важна для Макменн-И-Тейт… | 9 января 1969    | 155   | 15    |  |
| «Кузина и обезьяна. Часть 2» (англ. Cousin Serena Strikes Again (Part 2)) Обезьяна сбежала от Стивенсов. Саманта ищет её по всему городу. Оказывается она была в Зоомагазине, у мальчика дома, у шарманщика, обезьяна найдена и превращена в человека. | 16 января 1969   | 156   | 16    |  |
| «Одно прикосновение к Пушку» (англ. One Touch of Midas) Эндора подсылает в Макменн-И-Тейт волшебника с заколдованной детской куклой по имени Пушок. Как только смертный касается её, он влюбляется в неё без памяти и куклу продают огромнейшими партиями в магазинах. Даррин становится богачом, Саманта подозревает, что что-то здесь не так…               | 23 января 1969   | 157   | 17    |  |
| «В стиле бард» (англ. Samantha the Bard) На Саманту кто-то наложил заклинание, теперь вся её речь звучит в стиле бард… | 30 января 1969   | 158   | 18    |  |
| «Саманта — скульптор» (англ. Samantha the Sculptress) Саманта решила слепить несколько статуй. Эндора пользуется моментом и оживляет их, а Даррина и Ларри превращает в статуй… | 6 февраля 1969   | 159   | 19    |  |
| «Где же вы, Миссис Стивенс?» (англ. Mrs. Stephens, Where Are You?) Пока Даррин и Саманта в отъезде, Сирина сидит с Табатой. Филис Стивенс приходит в гости к сыну и невестке и видит Сирину, которую принимает за Саманту. Сирина начинает говорить всякие глупости про семью Стивенсов, Филис возмущена. Сирина в ответ превращает свекровь Саманты в кошку… | 13 февраля 1969  | 160   | 20    |  |
| «Свадьба в ведовском стиле» (англ. Marriage, Witches' Style) Сирина видит, как её кузина счастлива со смертным и решает тоже познакомится с таким же. Она обращается в компьютеризированную службу знакомств. Машина выдаёт Сирине анкету мужчины. Но он тоже оказывается колдуном…                                                                           | 20 февраля 1969  | 161   | 21    |  |
| «Эволюция в один щелчок» (англ. Going Ape) Саманта превращает блошистого шимпанзе в человека. Вскоре он пробирается в «сливки общества» и становится клиентом Макменн-И-Тейт… | 27 февраля 1969  | 162   | 22    |  |
| «Печенье из Табаты» (англ. Tabatha's Weekend) Саманта с большой неохотой отправляет Табату к дедушке и бабушке Стивенс на выходные. Эндора решает посетить внучку. Табата превращается в печенье с изюмом, потому что её бабушки всегда спорят… | 6 марта 1969     | 163   | 23    |  |
| «Даррин — сноб» (англ. The Battle of Burning Oak) Эндора превращает Даррина в сноба. В то время, как он должен возглавлять партию от Макменн-И-Тейт… | 13 марта 1969    | 164   | 24    |  |
| «Сэм теряет магию» (англ. Samantha's Power Failure) Совет Ведьм принимают решение отобрать магические силы у Саманта, потому что она выбрала брак со смертным. Её отдают под Ведовской Трибунал. Дядя Атур и Сирина выступают в защиту Даррина и Саманты. Но их тоже отдают под Трибунал…                                                                     | 20 марта 1969    | 165   | 25    |  |
| «Помощь ЮНИСЕФ» (англ. Samantha Twitches for UNICEF) Саманта не может использовать магию, чтобы помочь человеку, который пообещал организации ЮНИСЕФ десять тысяч долларов… | 27 марта 1969    | 166   | 26    |  |
| «Ушастый подарок» (англ. Daddy Does His Thing) Даррин отказывается от подарка, который принёс ему Морис. Тот в отместку превращает зятя в осла. Саманта вынуждена найти папу, чтобы тот превратил Даррина обратно. Тем временем миссис Кравец увидела осла и заявила в полицию, что у Стивенсов нелегальный приют для животных…                               | 3 апреля 1969    | 167   | 27    |  |
| «Хорошие новости Саманты» (англ. Samantha's Good News) Морис прилетает с новой очаровательной ведьмочкой. Эндора ревнует. Саманта узнаёт, что беременна очередным малышом… | 10 апреля 1969   | 168   | 28    |  |
| «Шоппинг всей „дьявольской“ семьёй» (англ. Samantha's Shopping Spree) Саманта понимает, что зря взяла своего кузена Генри и Эндору в Универмаг. Кузен разгромил весь магазин и превратил продавца в манекен… | 17 апреля 1969   | 169   | 29    |  |
| «Полуиспанский» (англ. Samantha and Darrin in Mexico City) Даррин хочет произвести впечатление на испанского клиента Макменн-И-Тейт своим неплохим испанским. Но Эндора делает так, чтобы Даррин говорил только по-английски, а, как только он говорит хоть слово по-испански, то сразу же исчезает… (Это последний эпизод с Диком Йорком в роли Даррина)     | 24 апреля 1969   | 170   | 30    |  |

## 6 сезон (1969—1970)
| Название и описание | Дата премьеры    | Номер | Номер |  |
| --- | ---------------- | ----- | ----- |  |
| «Саманта и Джек Бобовое Зёрнышко» (англ. Samantha and the Beanstalk) Табата считает, что мама и папа больше любят мальчиков, чем девочек, поэтому меняется местами со сказочным персонажем Джеком Бобовым Зёрнышком. Теперь Джек «живёт» у Стивенсов, а Табата перемещается в сказку. Саманта вынуждена полететь на поиски дочери. Тем временем к Стивенсам приходит мама Даррина, Джек рассказывает ей свою историю… | 18 сентября 1969 | 171   | 01    |  |
| «Ууу-хуу!» (англ. Samantha's Yoo-Hoo Maid) Эндора приводит к Стивенсам Эсмеральду. Эндора предлагает взять Саманте её для работы по дому. Сама Эсмеральда тоже ведьма, но давно растеряла свои магические способности. Тем не менее она непроизвольно может наколдовать что-нибудь, когда чихнёт… Даррин разрешает взять её, но с испытательным сроком. Эсмеральда случайно очередным чихом наколдовала единорога. Даррин в гневе, но понимает, что единорог теперь символ торговой марки его клиента. Чтобы Эсмеральда появлялась во время Саманта будет звать её «Ууу-хуу! Эсмеральда!» | 25 сентября 1969 | 172   | 02    |  |
| «Цезарь прямиком из салата…» (англ. Samantha's Caesar Salad) Саманта просит Эсмеральду, чтобы она приготовила салат «Цезарь». Экономка прибегает к магии и получает самого императора! | 2 октября 1969   | 173   | 03    |  |
| «Саманта — обжора» (англ. Samantha's Curious Cravings) Из-за беременности Саманта хочет есть постоянно. Стоит ей подумать о еде, как она тут же появляется. Кроме того, ей кажется, что она должна вот-вот родить… | 9 октября 1969   | 174   | 04    |  |
| «И жили они теперь вчетвером…» (англ. ...And Something Makes Four) У Саманты рождается второй ребёнок. Это мальчик. Морис заклинает внука, чтобы любой смертный, который посмотрел на него сразу же был от него без ума. Морис сильно пожалел о своём заклинании, когда в роддом приехала группа репортёров… | 16 октября 1969  | 175   | 05    |  |
| «Как назвать младенца?» (англ. Naming Samantha's New Baby) Морис разъярён, когда узнаёт, что внука назовут не в его честь. Даррин категорически не согласен с именем Морис, считая, что ребёнок может вырасти таким же нахальным и беспардонным. Морис помещает зятя в Зеркало Мести. Саманта говорит отцу, что не назовёт ребёнка ни Даррином, ни Морисом, а Адамом… | 23 октября 1969  | 176   | 06    |  |
| «Сладости или превращу в ведьму…» (англ. To Trick or Treat or Not to Trick or Treat) Эндора превращает Даррина в ведьму. Старая ведьма наотрез отказывается превращать его обратно… | 30 октября 1969  | 177   | 07    |  |
| «Плейбой для Табаты» (англ. A Bunny for Tabitha) Дядя Артур устраивает на вечеринке по случаю Дня рождения Табаты фокусы. Он обещает детям показать кролика и показывает… Спустя пару секунд появляется девушка-модель в костюме кролика. Дядя Артур не знает обратного заклинания. Тем временем клиент Макменн-И-Тейт влюбляется в «крольчиху» и предлагает ей выйти за него замуж… | 6 ноября 1969    | 178   | 08    |  |
| «Чары ведьмы» (англ. Samantha's Secret Spell) Даррин запрещает появляться Эндоре в их доме. Эндора предупреждает, что если он не отменит ультиматум, то она превратит его в мышь. Даррин отказывается. Саманта узнаёт у ведовского аптекаря, что можно предотвратить обращение в мышь, но для этого нужно заставить делать такие вещи, которые не могут остаться незамеченными… | 13 ноября 1969   | 179   | 09    |  |
| «Даррин чародей. Часть 1» (англ. Daddy Comes for a Visit (Part 1)) На день рождения Адама, Морис дарит Даррину волшебные часы. При помощи этих часов Даррин будет колдовать сколько захочет. Он увлекается магией и не хочет бросать… | 20 ноября 1969   | 180   | 10    |  |
| «Даррин чародей. Часть 2» (англ. Darrin the Warlock (Part 2)) Даррин хочет поработить весь мир волшебными часами. Но одумавшись возвращает магические часы тестю… | 27 ноября 1969   | 181   | 11    |  |
| «Матушка Гусыня» (англ. Samantha's Double Mother Trouble) Эсмеральда читает Табате сказки Матушки Гусыни. Случайно чихнув, она вызывает её к себе. Тем временем Филис уходит от Фрэнка и хочет немного пожить у Даррина и Саманты. Фрэнк приходит в гости к Стивенсам младшим и застаёт там Матушку Гусыню. Сэм решает помирить стариков при помощи Гусыни… | 4 декабря 1969   | 182   | 12    |  |
| «Абсолютно с вами согласен» (англ. You're So Agreeable) Эндора налагает заклинание на Даррина. Теперь он со всем соглашается… | 11 декабря 1969  | 183   | 13    |  |
| «Санта к Саманте» (англ. Santa Comes to Visit and Stays and Stays) Эсмеральда по-ошибке прислала Санту-Клауса к Саманте домой. Санта заболел. Саманта вынуждена доставить подарки до того, как закончится Сочельник… | 18 декабря 1969  | 184   | 14    |  |
| «Раздвоился, ну и ладно…» (англ. Samantha's Better Halves) Даррину нужно лететь на деловую встречу в Японию. Но Сэм устроила праздничный ужин. Эндора раздваивает зятя, так, что один летит в Японию, а второй сидит с Самантой… | 1 января 1970    | 185   | 15    |  |
| «Потерянный уикенд Саманты» (англ. Samantha's Lost Weekend) Табата плохо кушает. Эсмеральда хочет помочь, заколдовав стакан молока, но его по-ошибке выпивает Саманта. Теперь она обжирается и не может остановиться… | 8 января 1970    | 186   | 16    |  |
| «Что за фамильярность?» (англ. The Phrase Is Familiar) Эндора налагает чары на Даррина, чтобы он выражался только крылатыми фразами… | 15 января 1970   | 187   | 17    |  |
| «Секрет Саманты» (англ. Samantha's Secret Is Discovered) Филис застаёт Саманту и Эндору в колдовстве. Саманта решается рассказать свой секрет миссис Стивенс. Филис рассказывает об этом мужу и тот настоятельно рекомендует ей отправиться в пансионат. Совет Ведьм отбирает у Саманты магию за разглашение своего секрета… | 22 января 1970   | 188   | 18    |  |
| «Табата делит маму» (англ. Tabitha's Very Own Samantha) Табате кажется, что Саманта любит Адама больше, чем её. Поэтому она разделяет Саманту на две части и идёт со второй мамой в луна-парк. Там их застаёт миссис Кравец… | 29 января 1970   | 189   | 19    |  |
| «Супер Артур» (англ. Super Arthur) У дяди Артура проблемы. Он превращается в те вещи, которые назовёт… | 5 февраля 1970   | 190   | 20    |  |
| «Амбиции Даррина» (англ. What Makes Darrin Run?) Эндора налагает чары на Даррина. Теперь все его заветные цели, мечты и желания сбываются… | 12 февраля 1970  | 191   | 21    |  |
| «Песни Сирины» (англ. Serena Stops the Show) Сирина написала песню и хочет, чтобы её исполнила популярная группа Америки. Но они отказываются, Сирина готова на всё, даже лишить группу популярности… | 19 февраля 1970  | 192   | 22    |  |
| «Вновь в детство» (англ. Just a Kid Again) Продавец игрушек случайно говорит, что хотел бы вновь стать мальчиком. Табата даёт ему такую возможность… | 26 февраля 1970  | 193   | 23    |  |
| «Проблемы матерей и кузин» (англ. The Generation Zap) Эндора хочет, чтобы Сирина превратилась в Саманту и очаровала клиента Макменн-И-Тейт… | 5 марта 1970     | 194   | 24    |  |
| «Кто там внутри?» (англ. Okay, Who's the Wise Witch?) В доме Стивенсов образовалась магическая пробка. Теперь Эндор, Даррин, Саманта, Эсмеральда и доктор Бомбей заперты в доме… | 12 марта 1970    | 195   | 25    |  |
| «Шанс любви» (англ. A Chance on Love) Сирина очаровывает клиента Макменн-И-Тейт. Он случайно видит на улице Саманту и принимает её за Сирину. Она не может ему объяснить, что она не так, за кого он её принял… | 19 марта 1970    | 196   | 26    |  |
| «Проблемы» (англ. If the Shoe Pinches) Эндора подсылает Даррину лепрекона, который приносит одни несчастья… | 26 марта 1970    | 197   | 27    |  |
| «Нарисованный мир» (англ. Mona Sammy) Луиза и Ларри Тейты увидели, что в гостиной у Стивенсов стоит оригинал Моны Лизы, которую принесла Эндора. Саманта говорит, что это Даррин написал эту картину. Луиза просит нарисовать такую же для неё и для её мамы… | 2 апреля 1970    | 198   | 28    |  |
| «Амулет очарования» (англ. Turn on the Old Charm) Морис даёт Даррину Амулет Очарования, который поможет предотвратить гнев и ненависть Эндоры к Даррину. Эндора очарована, но, когда она узнаёт, что произошло, то заколдовывает Даррина и Саманту, теперь они препираются с клиентами Макменн-И-Тейт. Тем временем амулет крадёт Эсмеральда, считая, что он приносит счастье в любви… | 9 апреля 1970    | 199   | 29    |  |
| «Зелье любви и ненависти» (англ. Make Love, Not Hate) Саманта вызывает доктора Бомбея, чтобы он помог найти для Эсмеральды возлюбленного. Он предлагает любовное зелье. Но за званым ужином его выпивают не те, кто надо. Клиент Макменн-И-Тейт влюбляется в Сэм, Эсмеральда в Даррина, жена клиента в Ларри… | 16 апреля 1970   | 200   | 30    |  |

## 7 сезон (1970—1971)
| Название и описание | Дата премьеры    | Номер | Номер |  |
| --- | ---------------- | ----- | ----- |  |
| «Ведовская жрица (Часть 1)» (англ. To Go or Not to Go, That Is the Question (Part 1)) Саманта должна посетить средневековый Салем со своим мужем. Даррин отказывается и тогда к Стивенсам приходит Ведовская Жрица, чтобы посмотреть, как они живут. Если ей что-то не понравится, то она в праве развести супругов…                                                                                        | 24 сентября 1970 | 201   | 01    |  |
| «Ведовская жрица (Часть 2)» (англ. Salem, Here We Come (Part 2)) Ведовская Жрица настаивает на том, чобы Стивенсы сделали ремонт у себя. Это поможет спасти их брак. Всё было бы плохо, если бы клиент МакМенн-И-Тейт и Жрица не влюбились друг в друга… | 1 октября 1970   | 202   | 02    |  |
| «Салемская сага (Часть 1)» (англ. The Salem Saga (Part 1)) Стивенсы отправляются в отпуск. Даррину дают огромную премию и они решают отправиться в тур по Европе. Экскурсия по музею приводит их к старинной бесценной грелке. Саманта чувствует, что что-то тут не то. После экскурсии грелка таинственным образом оказывается в машине Стивенсов. Даррина обвиняют в краже грелки…                        | 8 октября 1970   | 203   | 03    |  |
| «Салемская сага (Часть 2)» (англ. Sam's Hot Bed Warmer (Part 2)) Саманта прибегает к помощи Эндоры. Эндора рассказывает, что однажды Сирина превратила одного смертного в грелку. Саманта с трудом вызывает Сирину, чтобы та расколдовала грелку. После долгих уговоров она согласна превратить грелку в человека. Даррина выпускают, а о грелке все забывают…                                              | 15 октября 1970  | 204   | 04    |  |
| «Даррин на пьедестале» (англ. Darrin on a Pedestal) Сирина превращает Даррина в статую рыбака, которая установлена в честь Салемских рыбаков. А у Даррина в это время должна проходить важнейшая сделка… | 22 октября 1970  | 205   | 05    |  |
| «Чайник Пола Ривера» (англ. Paul Revere Rides Again) Саманта просит Эсмеральду отвезти чайник времён Пола Ривера домой. Но выходит ошибка и Сэм его надо срочно вернуть. Тем временем у Эсмеральды тоже выходит ошибка. Она вызывает Пола Ривера… | 29 октября 1970  | 206   | 06    |  |
| «Неудачный день Саманты» (англ. Samantha's Bad Day in Salem) На Совете Ведьм, Саманта встречает своего старого друга Вальдо. Она, понадеявшись, что Саманта бросит семью — выйдет замуж за него, просчитался. Саманта отвергает его ухаживания и более того, не желает его видеть. Тогда Вальдо заколдовывает Саманту…                                                                                      | 5 ноября 1970    | 207   | 07    |  |
| «Путешествие в ретро-Салем» (англ. Samantha's Old Salem Trip) Эсмеральда случайно посылает Саманту в средневековый Салем, в то время, когда ведьм преследовали и сжигали. Эндоре приходится объявить Даррину временное перемирие и отправить его в чужую эпоху. Но есть небольшая проблема: Саманта начисто лишена памяти…                                                                                  | 12 ноября 1970   | 208   | 08    |  |
| «Домашний колдун Саманты» (англ. Samantha's Pet Warlock) В жизни Саманты появляется очередной парень её юности. Чтобы жить у неё в доме и расстроить её личную жизнь, он превращается в собаку и остаётся жить у Стивенсов… | 19 ноября 1970   | 209   | 9     |  |
| «Пожилой человек Саманты» (англ. Samantha's Old Man) Эндора превращает Даррина в старика, чтобы доказать Саманте, что их брак — дело времени: Даррин состарится и умрёт, а Саманта будет жить ещё много веков. Саманта представляет Ларри и Луизе своего постаревшего мужа, как иногороднего дедушку Даррина, по случайному совпадению к Ларри приезжает его тётушка, которой понравился «дедушка» Даррина… | 3 декабря 1970   | 210   | 10    |  |
| «Корсиканская кузина» (англ. The Corsican Cousins) Эндора считает, что Саманта не умеет жить также весело и беззаботно, как её кузина Сирина, поэтому она заколдовывает свою дочь так, чтобы она чувствовала всё, что происходит с Сириной, однако, заклинание действует несколько иначе… | 10 декабря 1970  | 211   | 11    |  |
| "Волшебное зелье Саманты" (англ. Samantha's Magic Potion) Даррин приходит к выводу, что магия рушит всю его жизнь, чтобы доказать, что это не так, Саманте приходится выдумать волшебное зелье доверия… | 17 декабря 1970  | 212   | 12    |  |
| "Сестры в сердце" (англ. Sisters at Heart) К Табате на Рождество приходит её подруга Лиза, дочка чернокожего коллеги Даррина. Клиент Даррина с расистскими взглядами принимает Лизу за дочь Даррина и разрывает контракт. Но Саманте удаётся изменить его взгляды.. | 24 декабря 1970  | 213   | 13    |  |
| «Тёща года» (англ. Mother-in-Law of the Year) Эндора предлагает основать день Тёщи. Околдованный ею клиент Даррина, мистер Боббинс, хочет, чтобы Эндора стала «тещей года» в рамках рекламной компании. Однако Эндора не приходит на съемки, и Саманте приходится превратиться в свою мать.. | 14 января 1971   | 214   | 14    |  |
| «Мэри, хорошая фея (Часть 1)» (англ. Mary the Good Fairy (Part 1)) Мэри — фея, она посещает Стивенсов, когда у Табаты выпадает зуб. Даррин и Саманта угощают её бренди, но из-за воздействия алкоголя она не может выполнять свои обязанности, и Саманта соглашается подменить её. Выясняется, что фея устала и не хочет возвращаться к своим обязанностям..                                                | 21 января 1971   | 215   | 15    |  |
| «Добрая фея снова бастует (Часть 2)» (англ. The Good Fairy Strikes Again (Part 2)) ея Мэри продолжает создавать проблемы для Стивенсов, разыскивая алкоголь. Она отказывается принимать обратно свои обязанности, а Саманта уже устала.. | 28 января 1971   | 216   | 16    |  |
| «Подарок от Даррина Смелого» (англ. The Return of Darrin the Bold) Эндора и Сирина хотят превратить Даррина в колдуна, для этого Сирина летит в прошлое и даёт зелье его предку, Даррину Смелому. | 4 февраля 1971   | 217   | 17    |  |
| «Дом, который построил дядя Артур» (англ. The House That Uncle Arthur Built) У Артура неприятности с подружкой, которая не любит его шутки, и он размещает их в доме Даррина и Саманты. Их не могут не заметить Ларри и клиент Даррина.. | 11 февраля 1971  | 218   | 18    |  |
| «Саманта и тролль» (англ. Samantha and the Troll) Саманте необходимо отлучиться. Сирина оживляет игрушки Табаты, а также изображает Саманту перед Даррином и его клиентом. Одна из игрушек прячется в доме.. | 18 февраля 1971  | 219   | 19    |  |
| «Этот маленький поросёночек» (англ. This Little Piggie) Эндора накладывает заклятие на Даррина, теперь он нерешительный. Позже она решает, что он теперь «свиноголовый» и воплощает это в жизнь.. | 25 февраля 1971  | 220   | 20    |  |
| «Перемешанные пары» (англ. Mixed Doubles) После беспокойных снов ночью Саманта обнаруживает, что случилась путаница и теперь все думают, что она — это Луиза, жена Ларри Тейта, а Луиза — это она. | 4 марта 1971     | 221   | 21    |  |
| «Даррин превращается в обезьяну» (англ. Darrin Goes Ape) Даррин отвергает подарок Сирины. В отместку она делает его гориллой. Глэдис Кравец вызывает службу, которая забирает гориллу. | 11 марта 1971    | 222   | 22    |  |
| «Счастливые возвращения денег» (англ. Money Happy Returns) Даррин находит крупную сумму денег в такси. Выясняется, что они принадлежат бандиту, который приходит к Стивенсам, чтобы их вернуть, но он не знает, что Саманта — ведьма. | 18 марта 1971    | 223   | 23    |  |
| «Устами младенца» (англ. Out of the Mouths of Babes) Эндора превращает Даррина в мальчика. Это помогает Даррину узнать, почему плохо продаётся рагу, рекламной компанией которого занимается его агентство. | 25 марта 1971    | 224   | 24    |  |
| «Психологическая проблема Саманты» (англ. Sam's Psychic Slip) Икота Саманты вызывает появление велосипедов. Тут как раз заходит мать Даррина и берет Саманту с собой по магазинам. Заклинание доктора бомбея помогает избежать появления велосипедов, однако теперь икота вызывает исчезновения позолоченных предметов поблизости.                                                                          | 1 апреля 1971    | 225   | 25    |  |
| «Волшебное зеркало Саманты» (англ. Samantha's Magic Mirror) Эсмеральде нужна уверенность для встречи с новым бойфрендом. Саманта создаёт зеркало, в которос Эсмеральда выглядит лучше, чем на самом деле. Но этого недостаточно для хорошего свидания.. | 8 апреля 1971    | 226   | 26    |  |
| «Смейся, клоун, смейся» (англ. Laugh Clown, Laugh) Считая, что у Даррина нет чувства юмора, Эндора делает его безудержным комиком. Позже она изменяет заклятие, теперь он смеётся над грустными вещами. | 15 апреля 1971   | 227   | 27    |  |
| «Саманта и старинная кукла» (англ. Samantha and the Antique Doll) Табата пользуется своим колдовством прямо на глазах Филис, мамы Даррина. Из-за не вполне удачного объяснения Саманты Филис теперь убеждена, что у неё самой есть сверхспособности.. | 22 апреля 1971   | 228   | 28    |  |

## 8 сезон (1971—1972)
| Название и описание | Дата премьеры    | Номер | Номер |  |
| --- | ---------------- | ----- | ----- |  |
| «Как не потерять голову у Генриха 8 (часть 1)» (англ. How Not to Lose Your Head to King Henry VIII (Part 1)) Стивенсы путешествуют по Европе. В музее Саманта помогает человеку, заключенному в картину своей женой-ведьмой. Но жена возмущена его освобождением и отправлет Саманту в прошлое, во двор Генриха 8. Даррин теперь отправляется туда же, чтобы вернуть Саманту.       | 15 сентября 1971 | 229   | 1     |  |
| «Как не потерять голову у Генриха 8 (часть 2)» (англ. How Not to Lose Your Head to King Henry VIII (Part 2)) Саманта приглянулась Генриху 8 в качестве потенциальной жены. Даррин и Эндора временно заключили перемирие, чтобы спасти Саманту. | 22 сентября 1971 | 230   | 2     |  |
| «Саманта и Лох-несское чудовище» (англ. Samantha and the Loch Ness Monster) Стивенсы гостят у Робби, кузена Даррина, в Шотландии. Там они сталкиваются с Лох-несским чудовищем, которое оказывается колдуном, которого превратила в чудовище Сирина. | 29 сентября 1971 | 231   | 3     |  |
| «Пизанская башня не так наклоняется» (англ. Samantha's Not So Leaning Tower of Pisa) Эсмеральда обнаруживает, что Пизанская башня имеет наклон из-за её романа с архитектором в 12-м веке. Ей удается исправить свою «ошибку», однако это вызывает массовое помешательство. | 6 октября 1971   | 232   | 4     |  |
| «Околдованный, обеспокоенный и Болдони» (англ. Bewitched, Bothered and Baldoni) Эндора оживляет статую Венеры. Каждый мужчина, которой видит её, очарован ею.. | 13 октября 1971  | 233   | 5     |  |
| «Париж в ведьминском стиле» (англ. Paris, Witches' Style) Морис, отец Саманты, негодует, что чета Стивенсов не посетила его во время их европейского турне. Особенно он зол на Даррина. Эндора создаёт копию Даррина, чтобы защитить зятя, однако обман быстро вскрывается.. | 20 октября 1971  | 234   | 6     |  |
| «Призрак, который сделал из себя привидение» (англ. The Ghost Who Made a Spectre of Himself) Любвеобильный призрак, живущий в замке, входит в тело Даррина, чтобы соблазнить Саманту, однако ему не удается её провести. Тогда он пытается добиться внимания Луизы Тейт, находясь в теле Даррина.                                                                                   | 27 октября 1971  | 235   | 7     |  |
| «ТВ или не ТВ» (англ. TV or Not TV) Табата возмущена агрессивным поведением Панча по отношению к Джуди. Спонсор этого шоу — клиент Макменн-и-Тейт. Она проникает в телевизор, чтобы образумить Панча. Клиент Даррина в вострге от маленькой ведьмы и хочет, чтобы она принимала участие в съёмках.                                                                                  | 3 ноября 1971    | 236   | 8     |  |
| «Недуг Мориса и Саманты» (англ. A Plague on Maurice and Samantha) Саманта теряет свои силы. Прибывший Морис обвиняет в этом Даррина, но оказывается, что брак со смертным тут не при чём. Болезнь Саманты заразна для колдунов, и отец Саманты тоже теряет силы. Пока все ждут лекарства от доктора Бомбея, Морис пробует себя в рекламной компании Даррина..                       | 10 ноября 1971   | 237   | 9     |  |
| «Гензель и Гретель в землях Саманты» (англ. Hansel and Gretel in Samanthaland) Табата вызывает Гензеля и Гретель из сказки, а сама отправляется туда. Саманта идёт за ней, чтобы спасти дочь от злой ведьмы. | 17 ноября 1971   | 238   | 10    |  |
| «Колдун в сером фланелевом костюме» (англ. The Warlock in the Gray Flannel Suit) Даррин отказывается отпускать саманту на свадьбу её кузины. Эндора нанимает колдуна-хиппи, чтобы он создал проблемы Даррину на работе. | 1 декабря 1971   | 239   | 11    |  |
| «Восьмой год ведьминского зуда» (англ. The Eight-Year Itch Witch) Эндора проверяет верность Даррина, превратив сиамскую кошку в модель для рекламной компании клиента Даррина. | 8 декабря 1971   | 240   | 12    |  |
| «Три человека и ведьма на лошади» (англ. Three Men and a Witch on a Horse) Эндора накладывавает заклинание на коня-качалку, теперь игрушка умеет предсказывать результаты скачек. Даррин начинает играть в азартные игры и привлекает к этому Ларри и клиента. | 15 декабря 1971  | 241   | 13    |  |
| «Адам колдун, или нет?» (англ. Adam, Warlock or Washout?) Тети Саманты, Гримальда и Энчантра, прибыли, чтобы проверить способности Адама. Если он не покажет их, они в очередной раз угрожают расторгнуть брак Саманты. | 29 декабря 1971  | 242   | 14    |  |
| «Волшебная няня Саманты» (англ. Samantha's Magic Sitter) Эсмеральда сидит с сыном клиента Макменн-и-Тейт, Ральфи. Он хулиганит, и Эсмеральда прибегает к волшебству на его глазах. | 5 января 1972    | 243   | 15    |  |
| «Саманта и земное притяжение» (англ. Samantha Is Earthbound) У Саманты проблемы с гравитацией, она теперь весит более 200 кг. Доктор Бомбей делает её легче воздуха. При этом Саманте нужно принять участие в благотворительном вечере.. | 15 января 1972   | 244   | 16    |  |
| «Магия денег Сирины» (англ. Serena's Richcraft) У Сирины забирает её силы ревнивая колдунья. Она развлекается, соблазняя богатого клиента Даррина.. | 22 января 1972   | 245   | 17    |  |
| «Саманта на тонком льду» (англ. Samantha on Thin Ice) Табате нужно научиться кататься на коньках. Эндора накладывает заклятие на Табату, и теперь та великолепно катается на коньках. Чемпион по фигурному катанию хочет учить её.. | 29 января 1972   | 246   | 18    |  |
| «Таблетки молодости Сирины» (англ. Serena's Youth Pill) Когда Сирина сидит с Табатой, к Стивенсам заходит Ларри. Сирина угощает его волшебной молодильной таблеткой, и Ларри стремительно молодеет.. | 5 февраля 1972   | 247   | 19    |  |
| «Первый день Табаты в школе» (англ. Tabitha's First Day in School) От Саманты требуют зачислить Табату в школу. Там юная ведьма встречает хулигана, которого превращает в лягушку. | 12 февраля 1972  | 248   | 20    |  |
| «Джордж Вашингтон здесь (Часть 1)» (англ. George Washington Zapped Here (Part 1)) Эсмеральда помогает Табате с домашним заданием и заставляет появиться Джорджа Вашингтона. Президента задерживают за демонстрацию в парке без разрешения. Эсмеральда пытается отправить Джорджа Вашингтона обратно, но из-за её ошибки появляется ещё и его жена Марта.                            | 19 февраля 1972  | 249   | 21    |  |
| «Джордж Вашингтон здесь (Часть 2)» (англ. George Washington Zapped Here (Part 2)) Пока президент ожидает суда, Ларри хочет использовать его для рекламной компании. | 26 февраля 1972  | 250   | 22    |  |
| «Школьные дни, школьное изумление» (англ. School Days, School Daze) Эндора заклинает внучку, теперь Табата знает всю школьную программу. Учительница Табаты обнаруживает её гениальность, шпионит в доме Стивенсов и замечает магию. | 4 марта 1972     | 251   | 23    |  |
| «Хорошая возможность никогда не остается безнаказанной» (англ. A Good Turn Never Goes Unpunished) Даррин снова думает, что Саманта воздействовала волшебством на её работу. Они ссорятся. Затем Даррин убеждается, что был не прав.. | 11 марта 1972    | 252   | 24    |  |
| «У колдовства Саманты короткое замыкание» (англ. Samantha's Witchcraft Blows a Fuse) После того, как Саманта выпила напиток по оригинальному рецепту, ей становится плохо. Потом на её лице появляются красные полоски. Доктор Бомбей назначает зелье, но для его изготовления требуются редкие ингредиенты.                                                                        | 18 марта 1972    | 253   | 25    |  |
| «Правда, ничего кроме правды, и да поможет мне Сэм» (англ. The Truth, Nothing but the Truth, So Help Me Sam) Даррин хочет без повода подарить Саманте брошь. Эндора, чтобы проверить честность Даррина, заколдовывает это украшение так, что все смертные говорят только правду, пока они рядом с ним. Это вызывает много проблем для Даррина, но в итоге всё оборачивается хорошо. | 25 марта 1972    | 254   | 26    |  |